# De wokkel (A10)
De wokkel is een artistiek kunstwerk op een bouwkundig kunstwerk, dat weliswaar staat op het grondgebied van de gemeente Amsterdam, maar geen onderdeel is van dezelfde gemeente. Het beeld staat op de rijksweg 10 (ringweg, A10), waarvan het grondgebied in beheer is bij Rijkswaterstaat.
Ingenieur Wim Snieder was de (mede-)architect van de bruggen en viaducten en hij was zoals zodanig aansprakelijk voor het ontwerp van het grootste kunstwerk in de gedeelten Ringweg-Oost en Ringweg-Noord in die rijksweg, de combinatie Zeeburgerbrug en Zeeburgertunnel. Snieder vond bij de bouw dat een dergelijke constructie wel een beeld verdiende en legde daarmee de basis voor De wokkel. De wokkel is overigens geen officiële titel, maar lag eigenlijk al in de ontwerpfase vast. De naam van het beeld is afgeleid van de gedraaide vorm die doet denken aan Wokkels, een zoutje met ook een gedraaide vorm. Het was van origine een markeringspunt bij een invoegstrook richting brug. Aangezien beeld en brug als het ware één geheel vormen is het beeld opgetrokken uit hetzelfde beton als de brug. 
Snieder maakte nog net mee toen die aansluiting verbreed moest worden en zijn wokkel plaats moest maken. Verloren ging hij echter niet; het werd van de buitenzijde naar de binnenzijde van de brug/ring verplaatst. Sinds 1993 staat hij op de ondergrond van één van de brugpijlers/jukken van de brug. De wokkel vormt een “landmark” langs de A10. 
Snieder kwam met een vijftien meter hoge rechthoekige kolom die gedurende het traject een draaiing van 45 graden maakt. Snieder wilde daarmee het beeld beweging meegeven, hetgeen volgens de zoon Jan Willem Snieder ook als zodanig werkt als je er langs rijdt en je oog op het beeld valt. Wim Snieder kon niet lang van zijn schepping genieten; hij overleed in 1994.